# Fedor Rocco
Fedor Rocco (Gradac, 11. srpnja 1924. - Zagreb, 12. siječnja 2011.) profesor emeritus, bio je hrvatski znanstvenik ekonomist -  područje marketing, te pedagog i marketinški stručnjak. U svim fazama svog djelovanja bavio se kako teorijskom tako i praktičnom ekonomijom.

## Životopis
Diplomirao je 1954. na Ekonomskom fakultetu Sveučilišta u Zagrebu i doktorirao 1964. godine. Sveučilišni je profesor od 1966. (Visoka privredna škola u Zagrebu, kasnije Ekonomski fakultet u Zagrebu). Od 1971. je redovni profesor, te jedan od osnivača Katedre za marketing Ekonomskog fakulteta u Zagrebu, kao i pokretač znanstvenog poslijediplomskog studija iz područja marketinga 1968. godine, te prvog specijalističkog studija iz poslovnog marketinga. Obnašao je dužnost Prodekana (u tri mandata), te zatim Dekana Ekonomskog fakulteta (1971. – 1973. u vrijeme Hrvatskog proljeća); a onda Prorektora zagrebačkog Sveučilišta (1981. – 1984.). 
U vrijeme samoupravnog socijalističkog sustava, ističući prednosti tržišne koncepcije (a jedino je nju uporno zastupao), nailazio je na snažne otpore i bio je izložen neugodnoj kritici (posebno u periodu od 1973. do 1982.). Njegovi pokušaji da se tržište afirmira kao osnovna poluga gospodarenja kroz marketing samo su djelomično bili uspješni, jer je ideološka oporba tražila argumente u sprečavanju djelovanja tržišnih zakonitosti, insistirajući na planu kao temeljnoj teoriji upravljanja narodnim gospodarstvom. Međutim, Rocco je polazio u ovu raspravu s drugih pozicija: smatrao je da je osnovni privredni subjekt - poduzeće - temeljni faktor ukupne gospodarske ravnoteže, a tržište prostor na kojem poduzeće mora nesputano funkcionirati. 
Iako umirovljen 1989., ostao je aktivan do kraja života, radeći u vlastitoj tvtki Rocco i partner kao konzultant i voditelj marketinških projekata. 
Sudjelovao je kao savjetnik u izradi nastavnog programa Zagrebačke škole za menadžment, te je autor programa Visoke poslovne škole Zagreb za smjer marketing čiji je prvi Dekan (2006. – 2008.).

## Društvene aktivnosti i funkcije
Tijekom svoje duge znanstveno-istraživačke i nastavne aktivnosti dr. Fedor Rocco je bio član i predsjednik različitih savjeta, komisija i odbora: Ekonomskog savjeta I.V. Sabora SRH (1970/1972.), prvi predsjednik Jugoslavenskog udruženja za marketing u dva mandata (1968. do 1972.), glavni urednik časopisa "Marketing", član redakcije časopisa "European research" (1973. – 1978.), član uprave World Association for Public Opinion and Market Research (1964. – 1968.), nacionalni predstavnik Jugoslavije u European Society for Opinion and Marketing Research (1962. – 1968.). Osnivač je i prvi predsjednik hrvatskog društva za marketing CROMAR (1968.), te pokretač i dugogodišnji urednik znanstvenog časopisa „Tržište“. Urednik je i recenzent prvog prijevoda knjige „Upravljanje marketingom“ Philipa Kotlera 1972. u izdanju Informatora. Potpredsjednik je Izvršnog komiteta i predsjednik Službe za marketing Univerzijade 1987. 
Treba istaknuti, da je svojim djelovanjem na međunarodnoj znanstvenoj i stručnoj sceni, publiciranjem, predavanjima i kao sudionik u međunarodnim organizacijama (WAPOR i ESOMAR), stekao reputaciju i veliki ugled kao prvi tržišno orijentirani znanstvenik s europskog istoka koji je usvojio, interpretirao i razvijao znanstveni marketinški koncept u ovom dijelu svijeta. 

## Nagrade i priznanja
Za svoj znanstveni i pedagoški rad više puta je nagrađivan. Tako je odlikovan Ordenom zasluga za narod sa srebrnim zrakama (1981.), Ordenom rada sa zlatnim vijencem (1971.), Ordenom Republike sa srebrnim vijencem (1989.), Plaketom ZAVNOHA (1989.), dva puta je dobitnik znanstvene nagrade"Mijo Mirković" (1972. i 1975.), te nagrade za znanstveno djelo CROMAR (1996.) Dva puta je kandidiran za člana JAZU (danas HAZU) no nije primljen, već je ostao dopisni član Znanstvenog vijeća za ekonomska istraživanja i gospodarski razvoj.

## Znanstveni doprinos
Objavio je velik broj znanstvenih radova (ukupno 32 knjige, od kojih je 14 napisao samostalno te 98 znanstvenih članaka i rasprava). Smatra se jednim od utemeljitelja marketinške teorije i prakse na tlu Hrvatske, kao i Jugoslavije, u vrijeme socijalističkog režima i planskog gospodarstva. Prvu knjigu iz područja istraživanja tržišta objavio je 1960. (koautor uz Romana Obraza). Autor je prve knjige s područja marketinga na prostoru Jugoslavije 1964. pod naslovom „Strategija plasmana - organizacija i ekonomika poduzeća“. 
Urednik je prvog Rječnika marketinga na hrvatskom jeziku objavljenog 1998. u izdanju Masmedia.
Godine 1998. izabran je za Professora Emeritusa Sveučilišta u Zagrebu. 

## Marketinška praksa
- 1961. prema naputku tadašnje Gospodarske komore Rocco osniva prvu znanstveno-istraživačku instituciju ZIT (Zavod za tržišna istraživanja), kasnije CEMA – Centar za istraživanje marketinga; tamo stasa niz stručnjaka za marketing i istraživanje tržišta te se povezuje s industrijom i gospodarstvom (Podravka, Ledo, Gavrilović, Pliva);
- 1962.	Prvo marketinško istraživanje potrošača u svrhu izbora imena tvrtke u funkciji oblikovanja identiteta i izgradnje imidža CEMA obavlja za Zagrebačku mljekaru, za potrebe nove tvornice sladoleda: odabrano ime “LEDO”, prof. Rocco je voditelj projekta
- 1963.	Prvi razvojno strategijski plan marketinga: “LEDO” 1963-1965. izradila CEMA., prof. Rocco je voditelj projekta;
- 1983.	 Prva korporativna strategija razvoja u bivšoj državi rađena je za RMK – Zenica (oko 100 000 zaposlenih), a u Hrvatskoj za BIS – Brodogradilište Split 1985. Zadatak provela CEMA, prof. Rocco je voditelj projekta, a u projektnim timovima su bili eksperti i iz drugih instituta.

## Izbor djela
- Istraživanje tržišta (koautor Roman Obraz), 1960.
- Strategija plasmana, 1964.
- Teorija i primjena istraživanja marketinga, Školska knjiga, Zagreb, 1971.
- Osnove tržišnog poslovanja, Informator, 1974.
- Exportni marketing, ZIT-CEMA, Zagreb, 1979.
- Istraživanje tržišta, Informator, Zagreb, 1988.
- Marketing, Birotehnika, Zagreb, 1991.
- Marketinško upravljanje, Školska knjiga, Zagreb, 1994.
- Marketinško upravljanje/Marketing management, prošireno izdanje, Školska knjiga, Zagreb, 2000.

## Vanjske poveznice
- CRORIS
- Fedor Rocco, Ekonomski fakultet u Zagrebu